# Anselm Rixner
Anselm Rixner OSB, Taufname Thaddäus Anton Dominik (* 3. August 1766 in Tegernsee; † 10. Februar 1838 in München), bis zur Säkularisation 1803 Mönch der Benediktinerabtei Metten, war Professor der Philosophie am kurfürstlichen Lyzeum in Amberg.

## Biographie
Thaddäus Anton Dominik Rixner war der Sohn eines Wirthes in Tegernsee. Nach der Schulausbildung in Tegernsee und Freising trat er 1784 in das Benediktinerkloster Metten ein, erhielt den Ordensnamen Anselm und erhielt im Juni 1789 die Priesterweihe. Seine theologische Ausbildung erhielt er zunächst im Hausstudium des Klosters. 1789 schickte Abt Lambert Kraus den begabten jungen Mönch für ein Jahr zum Weiterstudium an die bayerische Landesuniversität Ingolstadt. Anschließend war er als Professor der Philosophie in seinem Heimatkloster und am Fürstbischöflichen Lyzeum in Freising tätig. In derselben Funktion wirkte er nach der Säkularisation an den Lyzeen in Amberg (1803–1805), in Passau (1805–1808) und schließlich wieder in Amberg (1808–1834). 
Anselm Rixner veröffentlichte unter anderem wichtige Werke zur Philosophiegeschichte und Sprachwissenschaft. Seine erste wichtige wissenschaftliche Veröffentlichung entstand in Amberg und trug den Titel "Versuch einer neuen Darstellung der uralten indischen Alleinslehre" (1808). Es folgten die "Aphorismen aus der Philosophie als Leitfaden für den ersten Unterricht" (1809, 2., umgearbeitete Aufl. 1818), welche einen deutlichen Einfluss der Philosophie Schellings erkennen ließen. 
1832 wurde er korrespondierendes Mitglied der Bayerischen Akademie der Wissenschaften.
1834 trat Anselm Rixner in den Ruhestand und siedelte nach München zu seinem Freunde Thaddäus Siber um und besuchte regelmäßig die Vorlesungen Schellings. In dieser Zeit veröffentlichte er noch die „Geschichte der Philosophie bei den Katholiken in Altbaiern, bairisch Schwaben und bairisch Franken“ (1835). Drei Jahre später verstarb er in München.

## Werke (Auswahl)
- Synopsis institutionum philosophicarum, München 1795 [Diss. Freising].
- Conspectus universae metaphysicae, sive naturae, sive morum, unacum positionibus ethicae universalis et specialis, nec non iuris naturae matheseos, Straubing 1797.
- Aphorismen aus der Philosophie. Als Leitfaden für den ersten Unterricht der angehenden Wissenschafts-Kandidaten, Heft 1, Landshut 1809.
- Aphorismen der gesammten Philosophie. Zum Gebrauch seiner Vorlesungen, Bd. 1: Rein-theoretische Philosophie, Bd. 2: Praktische und ästhetische Philosophie, Sulzbach 1818.
- Handbuch der Geschichte der Philosophie, 3 Bde., Sulzbach 1823, 1829, 1850.
- Weisheits-Sprüche und Witzreden aus Johann Georg Hamann's und Immanuel Kant's sämmtlichen Schriften. Auserlesen und alphabetisch geordnet, mit den einleitenden Charakteristiken beider Männer, Amberg 1828.
- Erläuterndes alphabetisches Wortregister zu Johann Evangelist Kaindl's, Benediktiner und ehemaligem Archivar der Abtey Prifling bey Regensburg, vierbändigem Werke Die Teutsche Sprache aus ihren Wurzen, 2 Bde., Sulzbach 1830.
- Geschichte der Philosophie bei den Katholiken in Altbayern, bayerisch Schwaben und bayerisch Franken, München 1835.